# Quad data rate

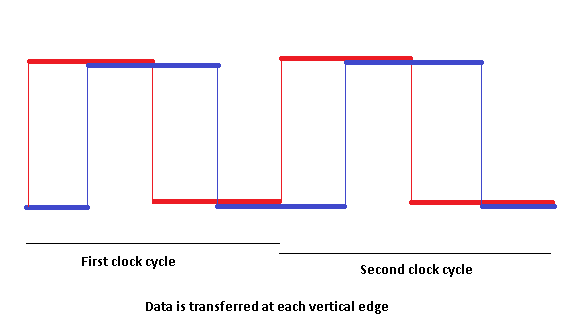
Assim como na tecnologia taxa de dados dupla, os sinais de leitura e escrita são transferidos nas bordas de subida e descida do clock.

Comparativo entre as tecnologias SDR, DDR e QDR.

Quad data rate (QDR, Taxa de Dados Quadruplicada) é uma técnica informática na qual o dispositivo transmite quatro dados por pulso de clock, fazendo o barramento local ter um desempenho quatro vezes maior que seu clock atual.
Assim como na tecnologia taxa de dados dupla, os sinais de leitura e escrita são transferidos nas bordas de subida e descida do clock, aumentando a frequência com a qual o dispositivo pode ser usado. Mas, diferentemente da DDR, onde há apenas um barramento para transferir os dados de leitura e escrita (I/O comum), na tecnologia QDR há dois barramentos I/O separados para transferências de dados. Devido a isto, na tecnologia QDR é possível transferir quatro dados em um ciclo de clock, e não dois como na taxa de dados dupla.